# 贺广才
贺广才（Bishop Giovanni Antonio Hofman, Bishop Johannes Anton Hoffmann O.F.M. 1834年6月12日—1917年10月26日）天主教山西南境宗座代牧区第二任代牧主教(1891年4月24日–1901年7月20日)。
1834年6月12日，贺广才出生于荷兰哈勒姆教区的Voerden。1855年10月4日（21岁）入方济各会。1858年8月29日（24岁）晋升神父。1884年，受差遣前往中国传教。先在湖北省，后调往山西省。1891年1月2日，天主教山西南境宗座代牧区第一任代牧主教艾定禄在主教府设立在马厂圣心堂去世，同年4月24日，贺广才神父（56岁）出任代牧区第二任主教，领衔Telmissus主教。9月14日在汉口祝圣为主教。1900年义和团事件中，逃难至河南林县田家井。1901年7月16日退休回国（67岁），1917年10月26日，贺广才在荷兰Wychen病故，年83岁。